# 竜王 (甲斐市)
竜王（りゅうおう）は、山梨県甲斐市の大字。旧中巨摩郡竜王町竜王、旧竜王村、人口は4,268人、世帯数は1,947世帯（2022年5月現在）。面積は2.69km²。

## 地理
甲府盆地の中央、甲斐市の南に位置し、甲斐市篠原・西八幡・下今井・竜王新町・富竹新田、釜無川を介して南アルプス市上高砂・下高砂が隣接する。竜王は起伏に富んだ地形であり、赤坂台などがある。
域内を国道20号が横断しており、武田信玄によって築かれたとされる信玄堤もある。

### 竜王の自治会
竜王には以下の自治会が置かれている。
- 竜王1区
- 竜王2区
- 竜王3区
- 竜王4区

## 歴史
- 2004年（平成16年）9月1日 - 中巨摩郡竜王町が同郡敷島町、北巨摩郡双葉町と合併したことにより[4][5]、中巨摩郡竜王町竜王から甲斐市竜王に変更される[5]。

## 世帯数と人口
2022年（令和4年）5月現在（甲斐市発表）の世帯数と人口は以下の通りである。
| 大字 | 行政区  | 人口    | 世帯数    |
| ---- | ------- | ------- | --------- |
| 竜王 | 全域    | 4,268人 | 1,947世帯 |
| 竜王 | 竜王1区 | 982人   | 463世帯   |
| 竜王 | 竜王2区 | 736人   | 312世帯   |
| 竜王 | 竜王3区 | 1,241人 | 558世帯   |
| 竜王 | 竜王4区 | 1,309人 | 614世帯   |

## 施設
- 甲斐市立竜王北中学校
- 甲斐市立竜王北小学校
- 甲斐市立竜王西保育園
- 社会福祉法人 山梨県社会福祉事業団 明生学園
- 特別養護老人ホーム めぐみ荘
- 赤坂台総合公園

## 史跡

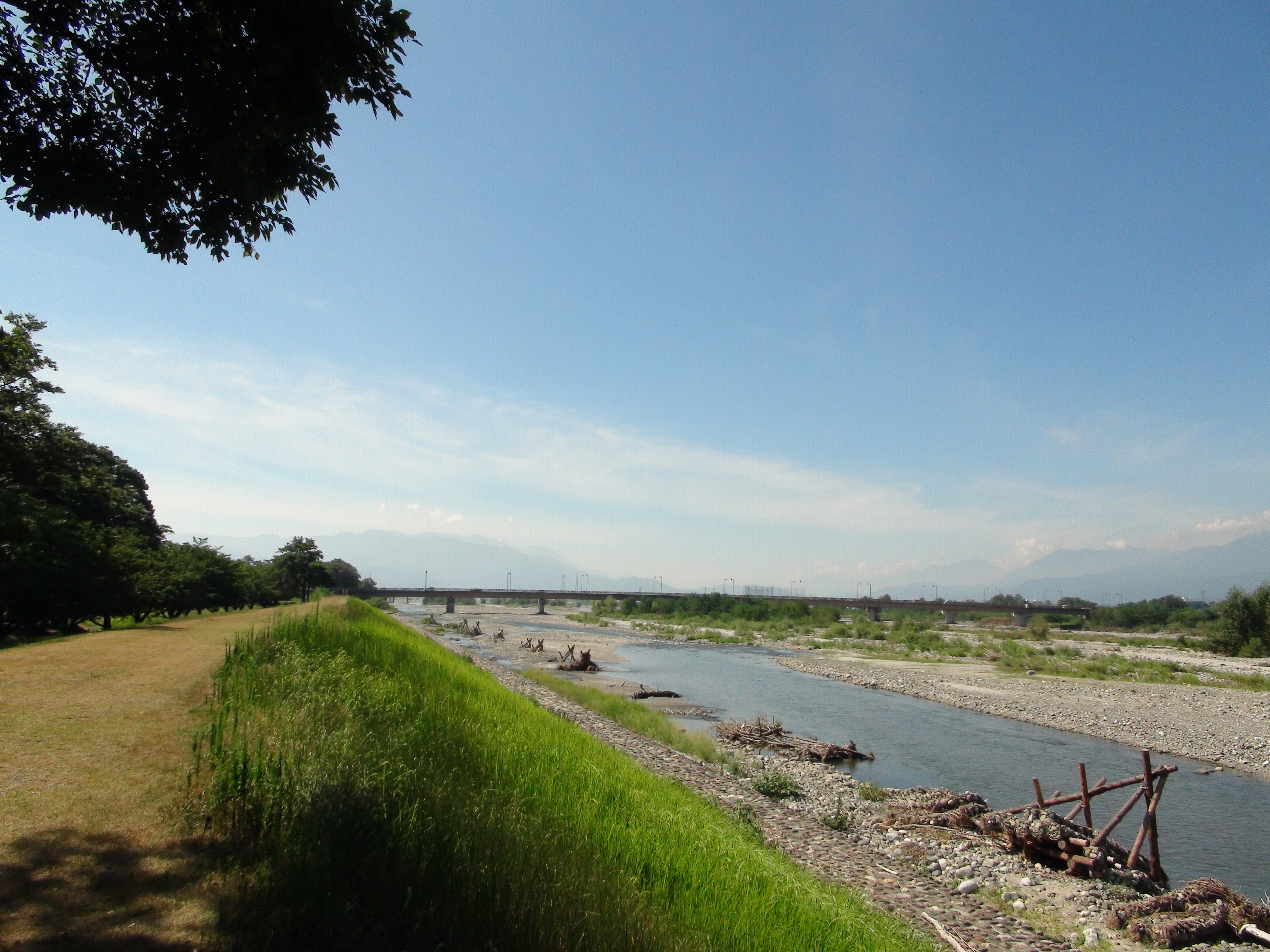
信玄堤（2012年8月）

- 信玄堤

## 教育

### 中学校
竜王には、竜王北中学校がある。

### 小学校
竜王には、竜王北小学校がある。

### 幼稚園・保育園・こども園
竜王には、竜王西保育園がある。

### 私立学園
竜王には、明星学園がある。

### 小・中学校の学区
市立小・中学校の学区（校区）は以下の通りである。
| 大字 | 行政区           | 小学校               | 中学校               |
| ---- | ---------------- | -------------------- | -------------------- |
| 竜王 | 竜王1区、竜王2区 | 甲斐市立竜王北小学校 | 甲斐市立竜王北中学校 |
| 竜王 | 竜王3区、竜王4区 | 甲斐市立竜王小学校   | 甲斐市立竜王北中学校 |

## 交通

### 鉄道
- 東日本旅客鉄道 - 中央本線（竜王 - 塩崎間）

### 道路

#### 国道
- 国道20号（甲府バイパス・竜王バイパス）
- 国道52号（国道20号との重複区間）

#### 県道
- 県道20号甲斐早川線
- 県道25号甲斐中央線
- 県道118号南アルプス甲斐線

### バス
- 甲斐市民バス
  - 竜王〜双葉線